# 1. deild Wysp Owczych (1981)
W roku 1981 odbyła się 39. edycja 1.deild (dziś, od 2012 roku zwanej Effodeildin), czyli pierwszej ligi piłki nożnej archipelagu Wysp Owczych. Tytułu mistrza bronił klub TB Tvøroyri, natomiast tamtorocznym zwycięzcą została drużyna HB Tórshavn ze stolicy Wysp Owczych.
Obecnie w pierwszej lidze rozgrywa swe mecze 10 drużyn, ale w 1981 grało ich tam tylko osiem, co było spowodowane mniejszą liczbą drużyn na archipelagu. Osiem zespołów wprowadzono w roku 1979, powiększając tym samym ich liczbę o jeden. Do niższej ligi można spaść od rozgrywek w 1976 roku, tym razem degradacja do niższej ligi przypadła na klub VB Vágur.
Rok 1981 był debiutem zespołu B68 Toftir w pierwszej lidze. Klub wywalczył wtedy czwartą pozycję w tabeli.
Królem strzelców turnieju został zawodnik nazwiskiem Jacobsen, który zdobył 14 bramek. Grał dla klubu HB Tórshavn.
Za zwycięstwo w tych rozgrywkach przyznawano jeszcze dwa punkty, a nie trzy, jak to ma obecnie miejsce.

## Uczestnicy
| Uczestnicy 1. deild 1980                                                                                      | Uczestnicy 1. deild 1980 | Uczestnicy 1. deild 1980 | Uczestnicy 1. deild 1980 |
| --- | ------------------------ | ------------------------ | ------------------------ |
| TB | TB Tvøroyri              | 1                        |                          |
| HB | HB Tórshavn              | 2                        |                          |
| KÍ | KÍ Klaksvík              | 3                        |                          |
| GÍ | GÍ Gøta                  | 4                        |                          |
| ÍF | ÍF Fuglafjørður          | 5                        |                          |
| VB | VB Vágur                 | 6                        |                          |
| B36 | B36 Tórshavn             | 7                        |                          |
| Awans z 2. deild 1980                                                                                         |                          |                          |                          |
| B68 | B68 Toftir               | 1                        |                          |
| Oznaczenia: - kolumna pierwsza – skróty nazw drużyn, - kolumna trzecia – miejsce zajęte w poprzednim sezonie. |                          |                          |                          |

## Rozgrywki

### Tabela ligowa
| Lp. | Drużyna         | M  | Z  | R | P  | Bramki | Bramki | Różn. | Pkt | Uwagi              |
| --- | --------------- | -- | -- | - | -- | ------ | ------ | ----- | --- | ------------------ |
| 1   | HB Tórshavn (M) | 14 | 10 | 1 | 3  | 39     | 12     | +27   | 21  |                    |
| 2   | TB Tvøroyri     | 14 | 9  | 3 | 2  | 26     | 14     | +12   | 21  |                    |
| 3   | GÍ Gøta         | 14 | 8  | 4 | 2  | 25     | 11     | +14   | 20  |                    |
| 4   | B68 Toftir      | 14 | 4  | 7 | 3  | 19     | 16     | +3    | 15  |                    |
| 5   | ÍF Fuglafjørður | 14 | 3  | 5 | 6  | 11     | 20     | −9    | 11  |                    |
| 6   | B36 Tórshavn    | 14 | 4  | 1 | 9  | 16     | 27     | −11   | 9   |                    |
| 7   | KÍ Klaksvík     | 14 | 1  | 6 | 7  | 11     | 28     | −17   | 8   |                    |
| 8   | VB Vágur (S)    | 14 | 3  | 1 | 10 | 12     | 31     | −19   | 7   | Spadek do 2. deild |

### Wyniki spotkań
| Gospodarz \ Gość | B36 | B68 | GÍ  | HB  | ÍF  | KÍ  | TB  | VB  |
| B36 Tórshavn     |     | 0:4 | 0:0 | 1:3 | 1:2 | 2:0 | 1:3 | 1:2 |
| B68 Toftir       | 2:1 |     | 1:1 | 1:4 | 1:1 | 0:0 | 2:2 | 1:0 |
| GÍ Gøta          | 3:1 | 3:2 |     | 3:1 | 1:0 | 1:1 | 0:1 | 5:1 |
| HB Tórshavn      | 3:0 | 1:3 | 0:1 |     | 4:0 | 5:2 | 6:0 | 4:0 |
| ÍF Fuglafjørður  | 0:2 | 1:1 | 0:0 | 0:2 |     | 0:0 | 0:3 | 3:1 |
| KÍ Klaksvík      | 0:3 | 1:1 | 1:4 | 0:3 | 1:1 |     | 0:3 | 2:0 |
| TB Tvøroyri      | 4:0 | 0:0 | 1:0 | 1:1 | 0:1 | 4:2 |     | 1:0 |
| VB Vágur         | 1:3 | 1:0 | 1:3 | 0:2 | 3:2 | 1:1 | 1:3 |     |

Aktualne na 11 sierpnia 2012. Źródło: FaroeSoccer.com
Objaśnienia:
1Drużyna gospodarzy jest wymieniona po lewej stronie tabeli.
Kolory: zielony – zwycięstwo gospodarzy, żółty – remis, różowy – zwycięstwo gości.